# Endemit

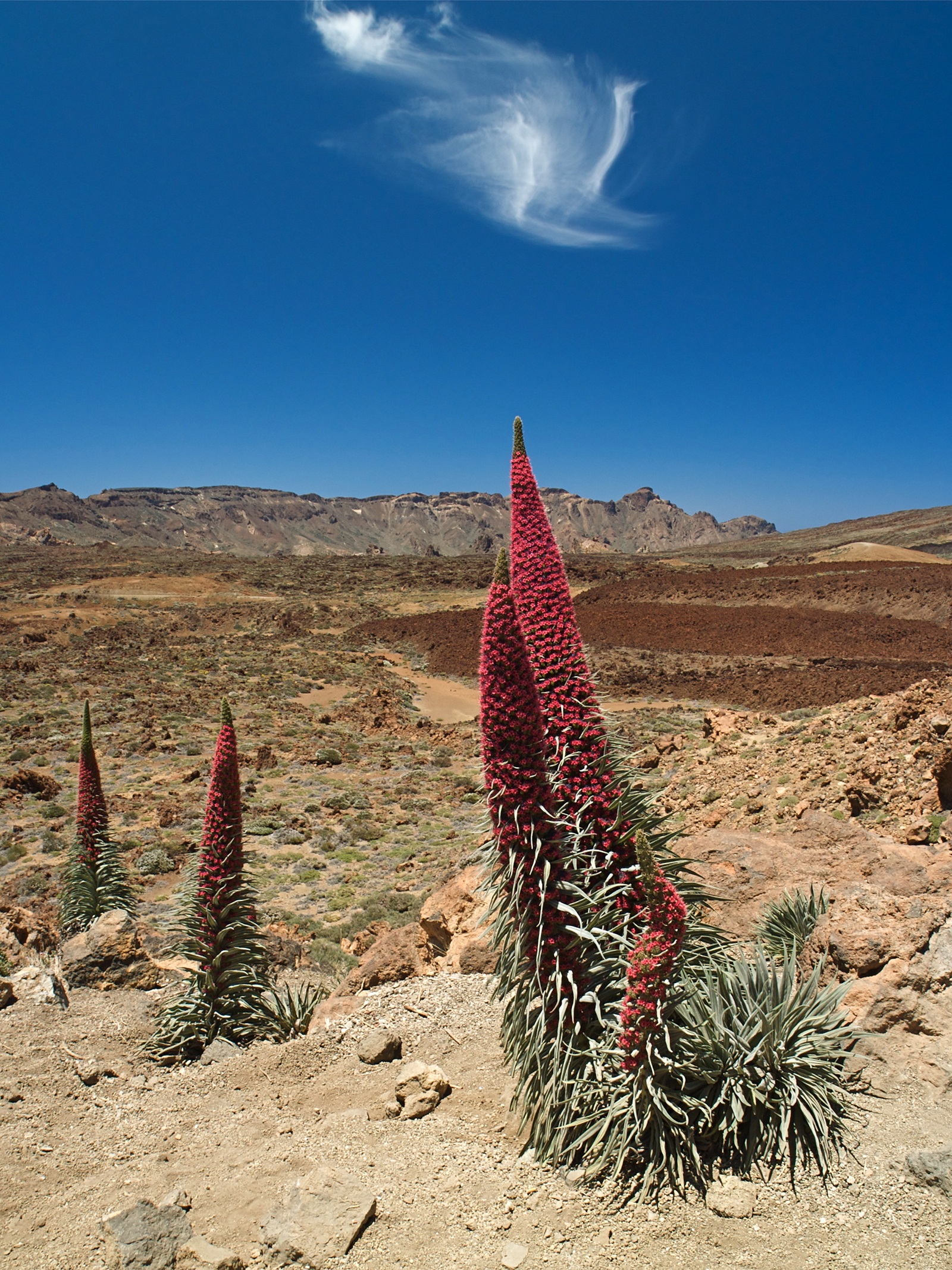
Wildprets Natternkopf (Echium wildpretii) ist ein Endemit der Kanarischen Inseln

Als Endemiten (von altgriechisch ἔνδημος éndēmos; deutsch einheimisch; ungenau oft auch Endemismen im Plural) werden in der Biologie Pflanzen oder Tiere bezeichnet, die im Gegensatz zu den Kosmopoliten nur in einer bestimmten, räumlich abgegrenzten Umgebung vorkommen. Diese sind in diesem Gebiet endemisch.
Dabei kann es sich um Arten, Gattungen oder Familien von Lebewesen handeln, die ausschließlich auf bestimmten Inseln oder Inselgruppen, Gebirgen, in einzelnen Tälern oder Gewässersystemen heimisch sind. Beispiel: Die Darwinfinken sind auf den Galapagosinseln endemisch, da sie weltweit nirgendwo sonst vorkommen.
Eine Festlegung, bis zu welcher Flächengröße dieser Begriff verwendet wird, gibt es nicht. Für einen ganzen Kontinent endemische Arten, aber auch höhere taxonomische Einheiten, finden sich etwa für Amerika („Neuwelt“-Spezies) oder Australien. Kontinentübergreifende Vorkommen finden sich dann beispielsweise in der Pflanzenfamilie der Bromeliengewächse, ursprünglich in Amerika und sonst nur in einer Region Westafrikas.

## Einteilung
Vor allem in der Botanik ist die Unterscheidung in „Paläoendemiten“ (auch: Reliktendemiten) und „Neoendemiten“ (auch: Entstehungsendemismus) üblich.
Paläoendemiten sind Arten mit ursprünglich vermutlich weiterer Verbreitung, die durch Änderung der Lebensbedingungen oder neue Konkurrenten in ein Reliktareal, meist eine Insel oder ein Gebirge, abgedrängt worden sind. Ein Beispiel wäre der Wurzelnde Kettenfarn (Woodwardia radicans), der heute in den Lorbeerwäldern der Kanarischen Inseln und in eng begrenzten Gebieten (meist auf den Inseln) am Mittelmeer mit ähnlich niederschlagsreichem Lokalklima vorkommt. Man nimmt an, dass es sich um das Reliktareal einer im Tertiär unter wärmeren und feuchteren Lebensbedingungen weiter verbreiteten Art handelt.
Neoendemiten sind Arten, die sich erst vor (erdgeschichtlich) kurzer Zeit aus weit verbreiteten Pflanzentaxa unter besonderen Standortbedingungen entwickelt haben. Dies nimmt man zum Beispiel für die zahlreichen Arten der Nelkengattung Dianthus auf Berggipfeln im Mittelmeerraum oder für die zahlreichen Tragant-(Astragalus-)Arten in abgegrenzten Regionen Zentralanatoliens an. Als Kuriosum kommen sogar sogenannte heimatlose Arten vor. Dies sind neophytische Neo-Endemiten, die sich (meist durch Hybridisierung) erst seit wenigen hundert Jahren in ihrer neuen Heimat aus ursprünglich vom Menschen aus anderen Erdteilen eingeführten Arten entwickelt haben. Bekannt ist dies etwa von Kleinarten der Nachtkerzen (Oenothera) aus dem biennis-Artkomplex.

## Subendemiten
Arten, deren Verbreitungsgebiet in einer bestimmten Region ihren absoluten Schwerpunkt besitzt, von dort aus aber wenig in benachbarte Regionen übergreift, werden Subendemiten genannt. Diese können entweder Neoendemiten oder „progressive“ Paläoendemiten sein, das sind solche, die sich sekundär von einem kleinen Reliktareal wieder ein wenig ausbreiten konnten. Es gibt mehr Subendemiten, wenn die Bezugsregion nicht biogeographisch, sondern politisch abgegrenzt worden ist, da Staatsgrenzen auch sehr kleine biogeographische Regionen durchschneiden können. Subendemiten sind für den Naturschutz bedeutsam, wenn es um die Definition nationaler „Verantwortungsarten“ geht, das sind solche bedrohten Arten, für die ein bestimmter Staat eine besondere Verantwortung für ihr Überleben trägt, weil sich der größte Teil ihres Bestands oder ihres Verbreitungsgebiets innerhalb seiner Grenzen befindet. In einer Monographie speziell für Österreich wurden Subendemiten so definiert, dass sich mindestens 75 Prozent der Fundorte (oder der Rasterfelder einer Verbreitungskarte) innerhalb der Staatsgrenzen befinden müssen. Ausschließlich in der Schweiz ist, neben Subendemiten, auch der synonyme Ausdruck Teilendemiten gebräuchlich.
Neben den Subendemiten gibt es in zahlreichen taxonomisch unzureichend bekannten oder schlecht erforschten Organismengruppen solche Arten, deren Vorkommen nur aus einem beschränkten Areal, manchmal nur von der Typlokalität, nachgewiesen ist, bei denen man aber annimmt, das sie in Wirklichkeit weiter verbreitet sind. Diese Arten werden gelegentlich Pseudoendemiten genannt. Beispielsweise sind in der faunistisch sehr schlecht erforschten Tiergruppe der Rädertierchen aus Österreich 760 Arten bekannt, von denen 33 bisher nur in Österreich selbst oder unmittelbaren Nachbarregionen (der Alpen) gefunden worden sind, davon mehr als zwei Drittel nur von der Typlokalität. Nur zwei dieser Arten gelten nach Expertenschätzung tatsächlich als (Sub)-Endemiten.

## Bedrohung
Je kleiner der zur Verfügung stehende Lebensraum ist, desto größer ist meist die Gefährdung der endemischen Taxa. Schon geringe Veränderungen im Habitat können zum Aussterben des gesamten Taxons führen.
Die Anwendung des Begriffs „Endemit“ auf politische Grenzen ist nur im Rahmen der Roten Liste gefährdeter Arten üblich.

## Inselendemiten

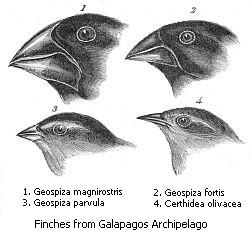
Darwinfinken – Unterarten bilden sich als Anpassung an Lebensräume und Inseln

Als Inselendemiten bezeichnet man Arten, welche sich an den Lebensraum einer bestimmten Insel angepasst haben. Als Inselendemit ist ein Tier/eine Pflanze zu bezeichnen, dessen/deren Vorfahren an eine Insel (meist weiter vom Festland entfernt) angetrieben wurden und sich da aufgrund von bestimmten abiotischen oder biotischen Umweltfaktoren der selbigen verändert haben, so dass diese Tiere bzw. Pflanzen infolgedessen nur auf dieser Insel heimisch sind. Interessant unter diesen ist unter anderem auch, dass sich bei einigen Arten besonders angepasste Unterarten gebildet haben, die jeweils verschiedene Lebensräume der Insel bewohnen. Die meisten dieser Unterarten gehen allerdings auf eine Art zurück, welche die Insel erreichte. Interessante Beispiele hierfür sind unter anderem auch die Anolis-Echsen auf den Westindischen Inseln, die Finken auf einigen Pazifikinseln (Galapagos, Hawaii) oder die Riesenschildkröten auf den Galapagosinseln. Eine weitere Besonderheit unter Inselendemiten ist ein langsamer Fortpflanzungszyklus, durch den die Individuenzahl der jeweiligen Arten nur langsam oder nicht ansteigen kann. So können viele endemische Vögel nur ein Ei pro Jahr legen, was sich so auswirkt wie eine „Bevölkerungsregulierung“ in der Evolution.
Hier einige Beispiele für Inselendemiten:
- die Kleidervögel Hawaiis
- die Atlantisralle auf der Atlantikinsel Inaccessible
- die Darwinfinken der Galapagosinseln
- die Kiwis auf Neuseeland
- die Anolis Kubas
- die Krontaube auf Neuguinea

## Inselgigantismus und Inselverzwergung

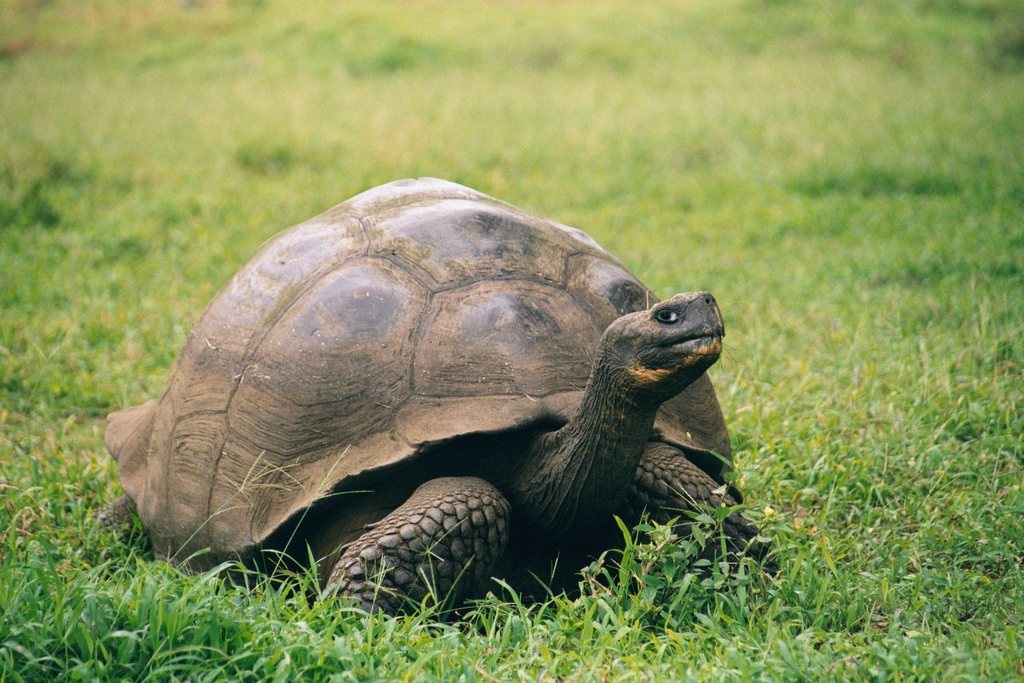
Galápagos-Riesenschildkröte (Chelonoidis nigra porteri), ein Beispiel für Inselgigantismus

Bei einigen Endemiten ist es aufgrund des Nichtvorhandenseins von Fressfeinden wie Raubtieren oder anderen Bedrohungen zum Inselgigantismus gekommen. Inselgigantismus kann auftreten, wenn eine bestimmte Art auf eine Insel gelangt ist, auf der für sie kaum Gefahr besteht und auf der sie einen idealen Lebensraum vorfindet. Infolgedessen sind auf einigen Inseln zum Teil riesige Arten entstanden.
Hier einige Beispiele:
- die Moas auf Neuseeland (ausgestorben)
- die Komodowarane auf Komodo und den umliegenden Inseln
- die Galápagos-Riesenschildkröten
- die Dodos auf La Réunion und Mauritius (ausgestorben)
- die Seychellen-Riesenschildkröten
- der St.-Helena-Riesenohrwurm (möglicherweise ausgestorben)
- die Elefantenvögel auf Madagaskar (ausgestorben).

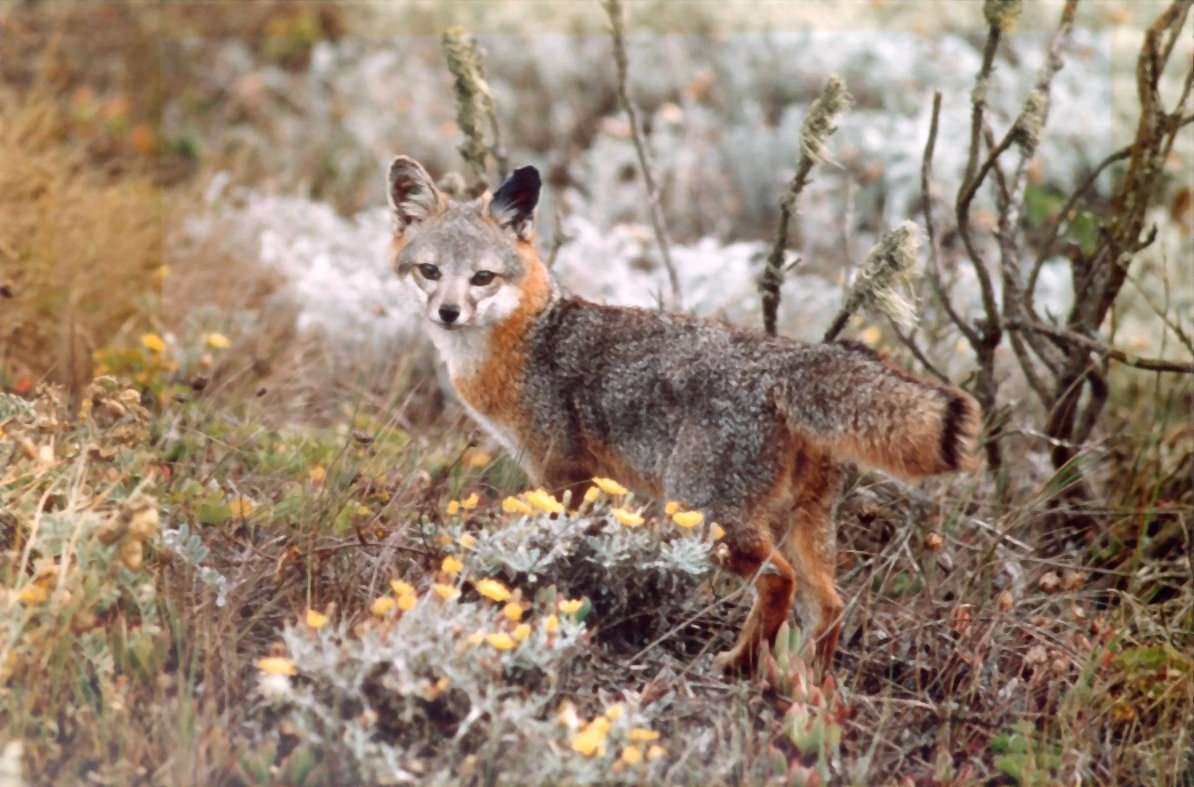
Insel-Graufuchs (Urocyon littoralis), ein Beispiel für Inselverzwergung

Inselverzwergung jedoch tritt ein, wenn innerhalb einer Art aufgrund eines geringeren Nahrungsangebotes die kleineren Exemplare durch ihren geringeren Nahrungsbedarf besser angepasst sind oder wenn bei Selektion durch Raubtiere kleinere Exemplare bessere Möglichkeiten haben, sich den Beutegreifern zu entziehen.
Hier einige Beispiele:
- der Homo floresiensis auf der Insel Flores (ausgestorben)
- der Insel-Graufuchs auf den kalifornischen Kanalinseln
- Madagassische Flusspferde (ausgestorben)
- Sizilianischer Zwergelefant (ausgestorben)
- das Zwergfaultier auf der Insel Isla escudo de veraguas vor Panama.

## Beispiele endemitenreicher Regionen

### Inseln
- Neukaledonien
- Hawaii-Emperor-Kette
- Galapagosinseln
- Kuba
- Sokotra
- der Malaiische Archipel
- Sumatra und Borneo
- Madagaskar
- Neuguinea und Sulawesi
- der Fiordland-Nationalpark in Neuseeland

### Gebirge und Gewässer
- das Hochland von Abessinien
- die Usambara-Berge in Tansania
- Baikalsee
- Malawisee
- Tanganjikasee
- Victoriasee

## Endemiten in Deutschland
Siehe auch: Endemische Pflanzen Deutschlands

Siehe auch: Endemisches Tier Deutschlands

### Beispiele endemischer Arten in Deutschland
- Die Rhönquellschnecke (Bythinella compressa) kommt nur in der Rhön und im Vogelsberg (Hessen) vor.
- Der Badische Riesenregenwurm (Lumbricus badensis) ist die größte Lumbricus-Art Europas und bewohnt ein kleines Areal im Südschwarzwald.
- Das Bayerische Löffelkraut (Cochlearia bavarica) ist ein nur im südlichen Teil Bayerns endemisch vorkommender Angehöriger der Kreuzblütengewächse (Brassicaceae).
- Das Violette Galmei-Stiefmütterchen (Viola guestphalica) kommt weltweit ausschließlich an einem Wuchsort im Grenzgebiet der Kreise Paderborn, Höxter und Hochsauerlandkreis vor.
- Das Gelbe Galmei-Veilchen (Viola calaminaria) wächst ausschließlich auf schwermetallhaltigen Böden in der Umgebung von Aachen.
- Der Ammersee-Kilch (Coregonus bavaricus) ist eine seltene Fischart aus der Gattung Coregonus. Er ist im bayerischen Ammersee entlang der Ortschaften Dießen, Utting und Schondorf endemisch.
- Der Schierlings-Wasserfenchel (Oenanthe conioides) ist eine Wasser- und Sumpfpflanzenart aus der Familie der Doldenblütler, die endemisch im tidebeeinflussten Bereich der Unterelbe vorkommt.

## Endemiten in Österreich und der Schweiz
In Österreich gibt es mit 741 Endemiten, davon 575 Tier- und 150 Pflanzenarten, den höchsten Anteil endemischer Arten in Mitteleuropa.
Das einzige endemische Säugetier Österreichs ist die Bayerische Kurzohrmaus.
Siehe auch: Endemische Pflanzen Österreichs
In der Schweiz gibt es 39 Endemiten: 33 Tier- und 6 Pflanzenarten.